# Varga Lajos (tanár)
Varga Lajos (Péterréve, 1932. július 29. –) matematika–fizika szakos tanár, kutató, egyetemi oktató, a neveléstudományok kandidátusa (1968).

## Életpályája
Gimnáziumi tanár Székesfehérvárott (1955–1959), majd Budapesten a Központi Pedagógus Továbbképző Intézetben (1960–62), illetve annak átszervezése után a jogutód intézményben, az Országos Pedagógiai Intézetben (1962–1977) dolgozik. Az MTA Pedagógiai Kutató Csoport főmunkatársa (1977–1982), illetve a Budapesti Műszaki Egyetem oktatója. Nyugdíjas, jelenleg óraadóként az Óbudai Egyetem Trefort Ágoston Mérnökpedagógiai Központjának oktatója (címzetes főiskolai tanár).

## Kutatási területei
- A fizikaoktatás módszertana
- Tantervelmélet
- Szakképzés-pedagógia
- Felsőoktatás-pedagógia

## Publikációi
Összesen 27 könyvet, jegyzetet írt, továbbá 106 cikke jelent meg szakmai folyóiratokban (2011. február 12. állapot).
Fontosabb művei:
- Tranzisztorok, Budapest, Tankönyvkiadó, 1963, 1967, 1972.
- Kísérletek félvezetőkkel, Budapest, Tankönyvkiadó, 1966.
- A tanulói kísérletezés eredményes formái és módszerei az általános iskolai fizikatanításban, kandidátusi értekezés (kézirat), Budapest, Tudományos Minősítő Bizottság, 1967.
- Tanulói kísérletezés a fizika tanításában, Budapest, Tankönyvkiadó, 1972.
- Bevezetés a didaktikai kutatások módszereibe, Budapest, BME kari jegyzet, 1986.
- Pedagógia a számítógépek korában, (Pék Andrással), Budapest, LSI-ATSz, 1988. ISBN 963-592-770-3
- Képzési programok egy értékelési modellje = Pedagógia és hermeneutika, szerk. Buda András, Debrecen, KLTE, 2001, 173–181. ISBN 963-472-671-2
- Virtuális tanulási környezetek a mérnöktanár képzésben és a műszaki szakképzésben, szerk. Varga Lajos, Budapest, Ligatura, 2006. ISBN 963-86113-3-2
- Az új országos fizika tanterv, A Fizika Tanítása 1976. évf. 384. oldal.